# Vereniging Campus Kabel
Vereniging Campus Kabel (VCK) is een Nederlandse aanbieder van kabeltelevisie en digitale televisie op de campus van de Universiteit Twente.

## Historie
VCK is opgericht op 7 juli 1988 als Vereniging Calslaan Kabel. Het doel van de vereniging was in die tijd de levering van radio- en televisiesignaal aan de bewoners van de Calslaan, op de campus van de Universiteit Twente. Inmiddels is het verspreidingsgebied toegenomen naar een groter deel van de campus.
Op 1 september 1999 is Vereniging Calslaan Kabel gefuseerd met de stichting CaMaKa (Campuslaan Matenweg Kabel) en werd het verspreidingsgebied uitgebreid met deze twee wijken. Bij de fusie met CaMaKa heeft de vereniging de naam Vereniging Campus Kabel gekregen.
Na de fusie met de stichting CaMaKa is de signaaldistributie van VCK verder uitgebreid naar de medewerkerswoningen aan de Drienerbeeklaan, waar Essent toen al signaal leverde. De nieuwbouw-studentencomplexen 'Sky' en 'Box' zijn al voor hun oplevering in augustus 2007 aangesloten op het VCK-netwerk.
Op 15 december 2010 is Vereniging Campus Kabel gefuseerd met de vereniging WBWtv (Witbreuksweg Televisie). Deze stichting leverde RTV-signaal aan de studentenhuizen op de Witbreuksweg.
Met de komst van het nieuwe contract met Ziggo in 2018 moest VCK stoppen met het leveren van RTV-signaal aan de medewerkerswoningen aan de Drienerbeeklaan, Achterhorst en Reelaan. Reden hiervoor was dat Ziggo ook signaal levert aan deze woningen. VCK zou dan oneerlijke concurrentie vormen voor Ziggo.
Momenteel levert VCK RTV-signaal in de campuswijken Calslaan, Campuslaan, Matenweg, De Hems en in de gebouwen Spiegel en Charlie van de Universiteit Twente.

## Netwerk
Een single-mode glasvezelnetwerk verspreidt het signaal van VCK over de wijken. Dit netwerk maakt verder gebruik van coax-3, coax-6 en uiteindelijk coax-9 kabels. Rond 2007 is de 'verglazing' begonnen met het aansluiten van de nieuwe complexen 'Sky' en 'Box' via glasvezel. Later zijn de wijkverdelers op de Calslaan en Campuslaan/Matenweg ook voorzien van glasvezelaanvoer.

## Organisatie
VCK is een non-profitorganisatie. Haar bestuur bestaat uit vrijwilligers, veelal studenten van de Universiteit Twente. Het hoogste orgaan binnen de vereniging is de Algemene Ledenvergadering, welke minstens eenmaal per jaar door het bestuur bijeengeroepen wordt.

## Diensten
VCK geeft 44 analoge zenders door en meer dan 130 digitale zenders via IPTV. Tevens wordt er aan de leden materiaal voor het aanleggen van een kabelnetwerk geleverd.
Er is gekozen om geen DVB-C aan te bieden, omdat het datanetwerk op de campus meer mogelijkheden/bandbreedte biedt tot de verspreiding van zenders.